# Trachelopachys keyserlingi
Trachelopachys keyserlingi is een spinnensoort uit de familie van de Trachelidae.
De wetenschappelijke naam van de soort werd in 1951 gepubliceerd door Carl Friedrich Roewer.